# Ulrich Noll
Ulrich Noll (* 11. Januar 1946 in Börstingen; † 12. Juli 2011 in Aichtal) war ein deutscher Zahnarzt und Politiker (FDP), als solcher von 1996 bis 2011 Mitglied des Landtags von Baden-Württemberg. Dort war er bis zum 16. Juni 2009 Vorsitzender der FDP/DVP-Fraktion.

## Leben
Nach dem Besuch der Volksschule in Börstingen folgte für Ulrich Noll das Gymnasium in Rottenburg am Neckar sowie Rottweil und das Abitur in Tübingen als Abschluss. Von 1965 bis 1969 absolvierte er ein Studium der Psychologie und von 1969 bis 1974 ein Studium der Zahnmedizin mit Staatsexamen und Approbation zum Dr. med. dent.
Nach zwei Jahren Assistentenzeit ließ er sich 1977 bis 1988 in eigener Praxis in Filderstadt nieder. Von 1988 bis 1990 war er als Jugendzahnarzt bei der Stadt Stuttgart tätig. Von 1990 bis zum 30. Juni 2006 arbeitete er wieder in einer eigenen Praxis, zuletzt als Gemeinschaftspraxis in Leinfelden-Echterdingen geführt.
Am 12. Juli 2011 starb er an der Nervenkrankheit ALS.

## Politik
Noll war von 1994 bis 1998 Gemeinderat in Filderstadt und von 1999 bis 2004 Regionalrat im Verband Region Stuttgart.
Seit dem 16. April 1996 war Noll Mitglied des Landtags von Baden-Württemberg. Von 2001 bis 2004 war er stellvertretender Vorsitzender der FDP/DVP-Fraktion. Von 2004 bis 2009 war er Vorsitzender der FDP/DVP-Fraktion im Landtag von Baden-Württemberg.
Zu seinem Nachfolger im Fraktionsvorsitz wurde am 16. Juni 2009 der FDP-Landtagsabgeordnete Hans-Ulrich Rülke gewählt. Dem 2011 gewählten Landtag gehörte er nicht mehr an.